# Marsillargues
Marsillargues is een gemeente in het Franse departement Hérault (regio Occitanie) en telde op 1 januari 2022 6.787 inwoners.. De plaats maakt deel uit van het arrondissement Montpellier.

## Geografie
De oppervlakte van Marsillargues bedroeg op 1 januari 2022 42,71 vierkante kilometer; de bevolkingsdichtheid was toen 158,9 inwoners per km².
In het westen ligt de gemeente aan de lagune Étang de l'Or.

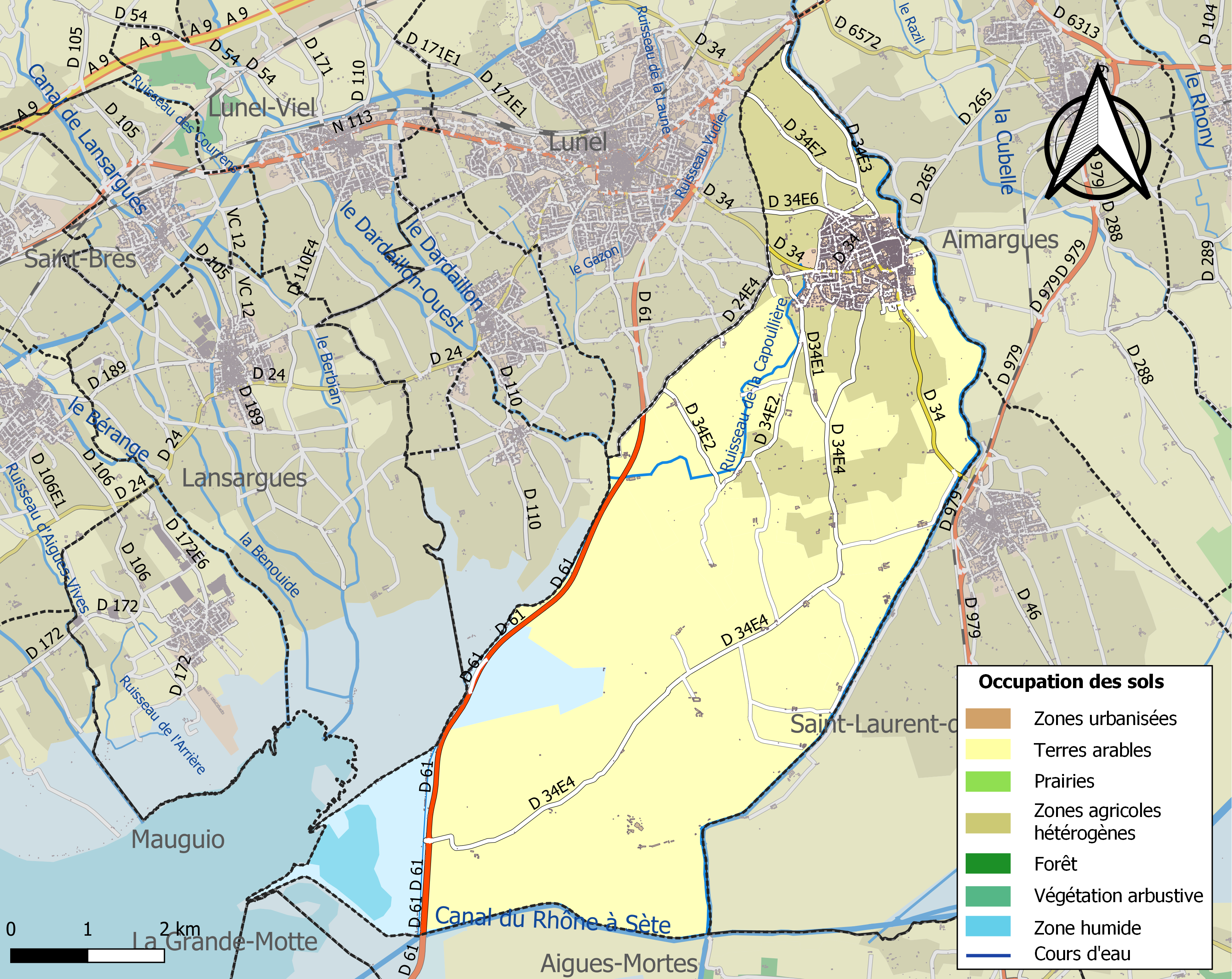
Kaart van de gemeente met belangrijkste infrastructuur, bodemgebruik en omliggende gemeenten

## Demografie
Onderstaande figuur toont het verloop van het inwonertal (bron: INSEE-tellingen).

## Geboren in Marsillargues
- Gaston Defferre (1910-1986), politicus en weerstander

## Afbeeldingen

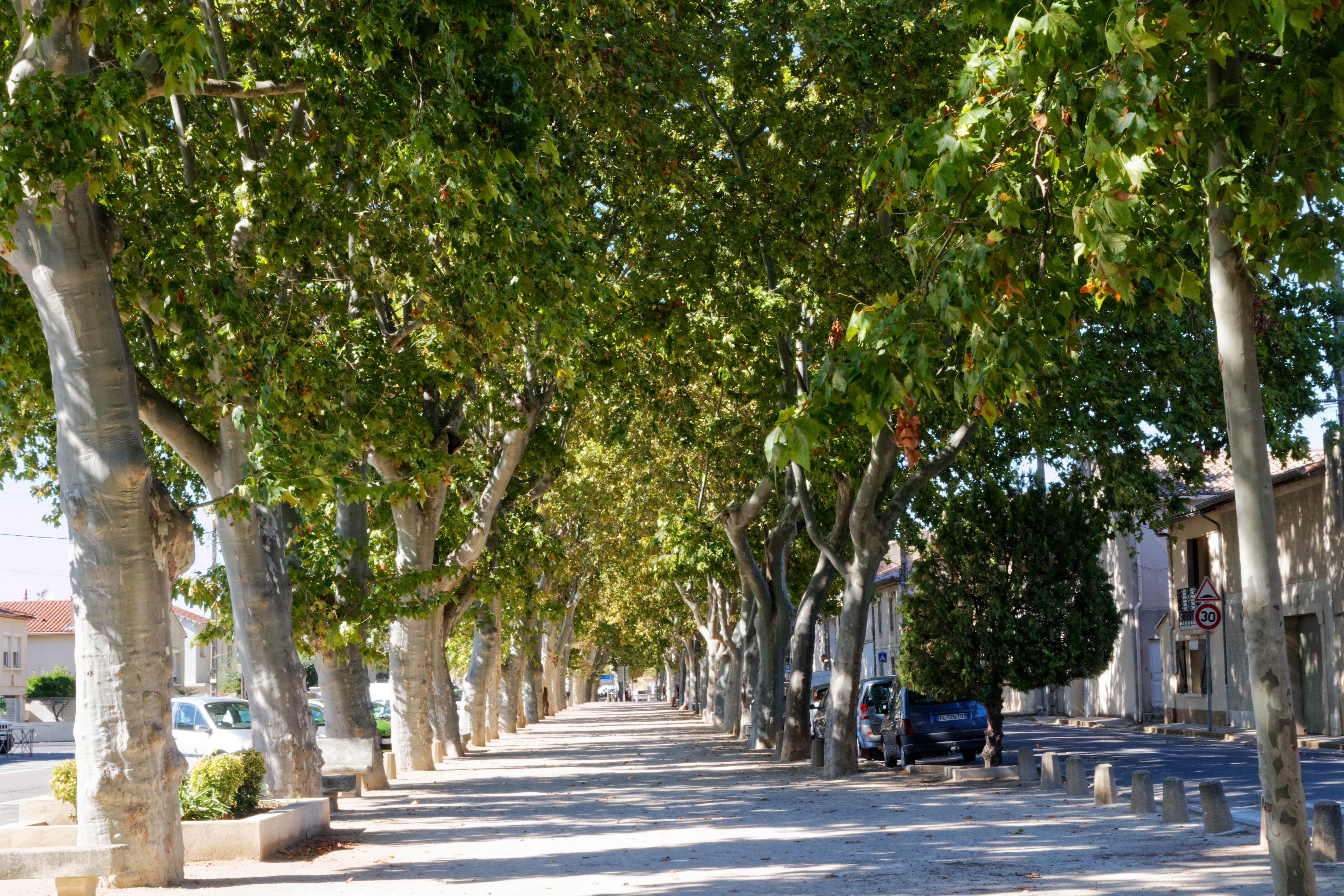
Avenue Karl Marx
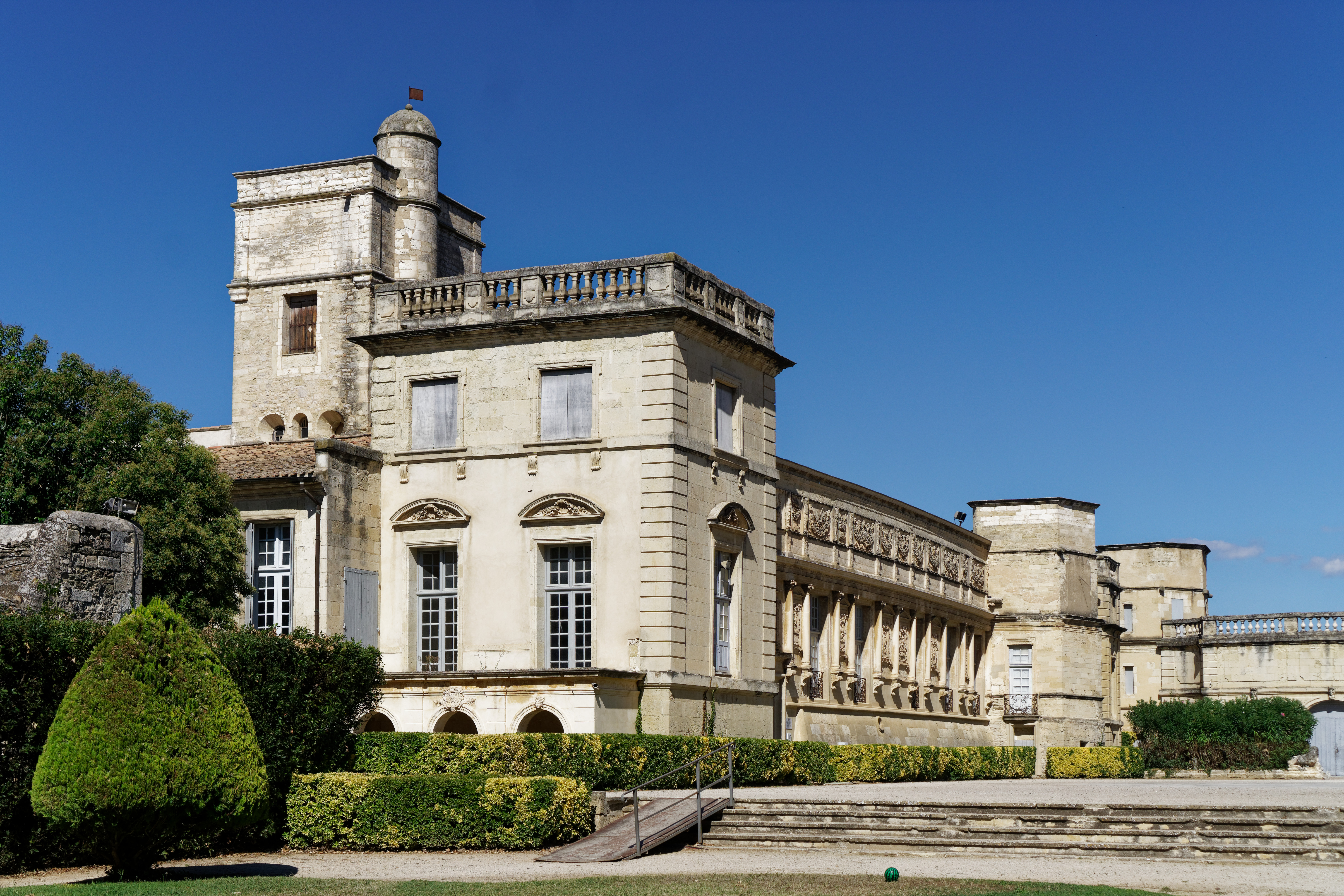
Château de Marsillargues
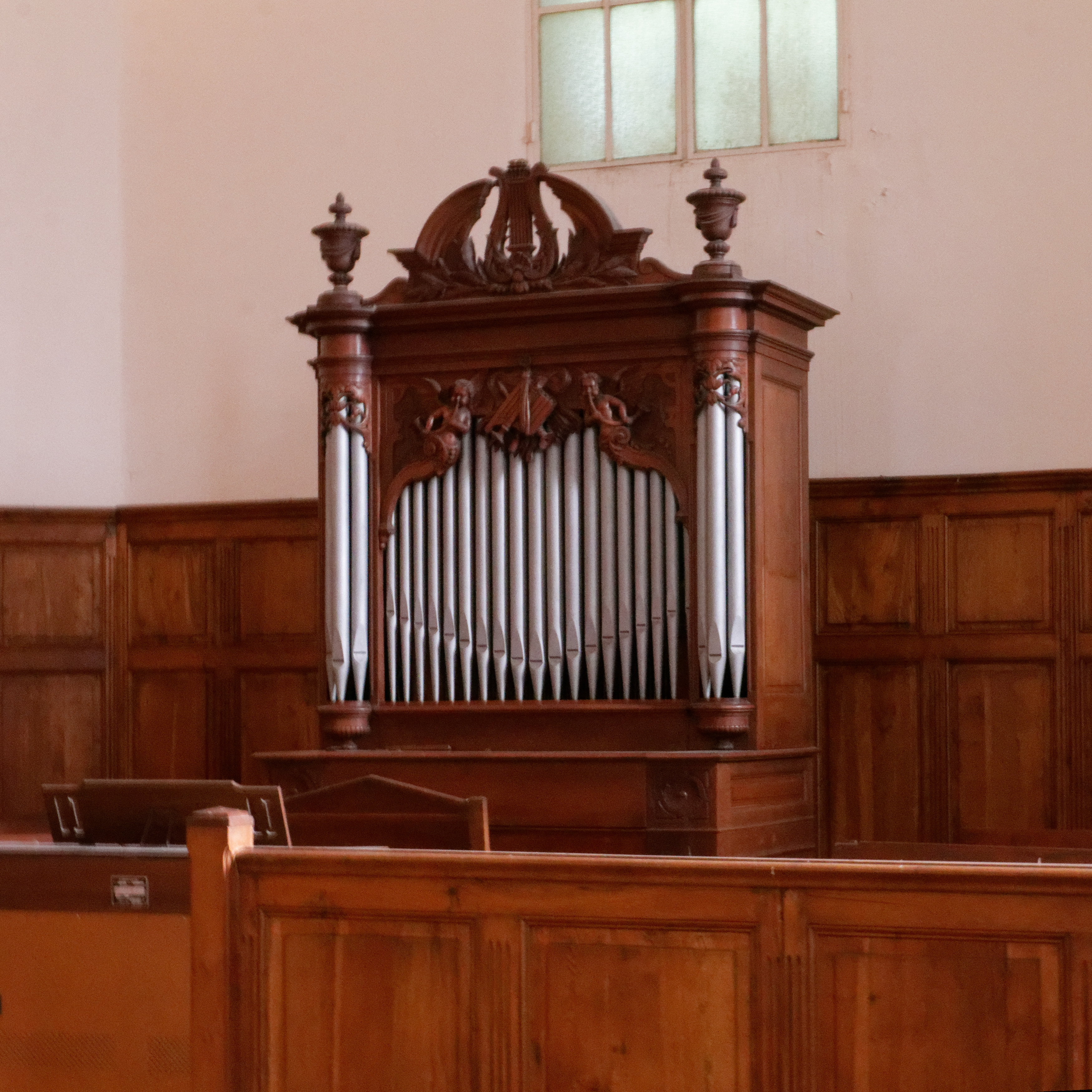
Harmonium in Protestantse kerk